# Леутари I
Леутари I (Левтарис I; лат. Leutharius, греч. Λεύθαρις, нем. Leuthari I.; умер в 554) — герцог Алеманнии (536—554), участник Готских войн.

## Биография
Основными нарративными источниками о Леутари I являются труды Агафия Миринейского, Григория Турского и Павла Диакона.
Леутари I — брат Букцелена. Они оба рассматриваются современными историками как первые герцоги Алеманнии. Получив власть с соизволения правителя франков Теодеберта I, они признали над собой верховную власть королей из династии Меровингов.
В 553 году Леутари I совместно с Букцеленом возглавлял большое франкское войско, пришедшее в Италию на помощь остготам, воевавшим в то время с византийцами. Агафий Миринейский писал, что поход был собственной инициативой братьев, откликнувшихся на просьбу остготов. Однако, в действительности, поход не мог бы состояться без согласия на то короля Теодебальда. Летом франкское войско переправилось через По, захватило Парму и разгромило возглавлявшееся Фулкарием византийское войско. В 554 году Леутари и Букцелен совершили поход от Поданской долины до Мессинского пролива. Дойдя до предместий Рима, братья разделились, возглавив каждый особое войско. Летом, дойдя до Мессинского пролива, Леутари с согласия Букцелена со своими воинами двинулся в Венето, находившуюся тогда под контролем франков. Поводом было желание Леутари сохранить захваченную в походе добычу. Букцелен же остался в Южной Италии, намереваясь разгромить Нарсеса и, возможно, возложить на себя власть над королевством остготов. Войско Леутари, отягощённое добычей, потерпело у Фано поражение от византийского гарнизона Пезаро, которым командовали Артабан и Ульдах. В результате в руки византийцев попало почти все захваченное франками золото, церковная утварь и освобождено множество пленных. Однако часть драгоценностей, вероятно, Леутари удалось сохранить, и некоторые вещи из итальянской добычи были обнаружены в алеманнском захоронении вблизи замка Хёфинген (в современном Баден-Вюртемберге). Предполагается, что воины-алеманны, ещё язычники, в отличие от христиан-франков не останавливались перед грабежом итальянских церквей и монастырей.
Несмотря на поражение, Леутари удалось переправить остатки своего войска через По и достигнуть территорий, контролируемых франками. Однако в
Ченеде на войско обрушилась эпидемия, от которой скончались большинство воинов, включая Леутари. Это произошло ещё до того, как Букцелен погиб, сражаясь с Нерсесом в сражении при Кансулине. По предположению некоторых современных историков, болезнью, поразившей алеманнов, было бешенство, передавшееся людям от находившихся в войске собак, использовавшихся теми для охраны пленников и лагерей в ночное время. Возможно, это событие нашло отражение в древнем топониме Рабокса (современная улица Рабоса к Ченеде), вероятно, произошедшем от латинского слова rabies (бешенство). Предполагается, что здесь могли быть похоронены алеманны, умершие от эпидемии 554 года. В изложении Агафия Меринейского столь ужасная смерть Леутари и его людей — божественное наказание язычникам-алеманнам за разграбление христианских храмов.
Неизвестно, были ли у Леутари I потомки. Однако существование в VII веке одноимённого герцога предполагает возможность наличия между двумя алеманнскими правителями каких-то родственных связей.